# فرایند فلمینگ–ویوت
فرایند فلمینگ-ویوت (انگلیسی: Fleming–Viot process) در نظریه احتمالات، عضوی از یک زیرمجموعهٔ خاص از فرایندهای مارکوف احتمال-اندازه‌گیری-مقدار دربارهٔ فضای متری فشرده است که در مقاله‌ای در سال ۱۹۷۹ بوسیلهٔ ویدل هلمز فلمینگ و میشل ویوت ارائه شده‌است. این قبیل فرایندها، از نوع مارتینگیل و انتشار هستند.
اهمیت فرایندهای فلمینگ-ویوت در تدوین یک مبنای ریاضی برای تئوری‌های بستر رانش ژن به اثبات رسیده است. آن‌ها در واقع فرایند رایت-فیشر تعمیم‌یافته هستند و به عنوان محدودیت‌های جامعهٔ نامحدود در نوسانات مقیاس مجدد فرایندهای موران شناخته می‌شود.